# Rohana parisatis
Rohana parisatis (Syn.: Apatura parisatis) ist ein in Asien vorkommender Schmetterling (Tagfalter) aus der Familie der Edelfalter (Nymphalidae) in der Unterfamilie der Schillerfalter (Apaturinae).

## Merkmale

### Falter
Die Flügelspannweite der Falter beträgt 50 bis 55 mm. Die Art zeigt einen deutlichen Sexualdimorphismus.
Bei den Männchen ist die Flügeloberseite schwarzbraun, lediglich einige sehr kleine weiße Flecke heben sich nahe am Apex der Vorderflügel ab.
Bei den Weibchen dominieren in der Submarginal- und Postdiskalregion gelbbraune sowie in der Diskal- und Basalregion rotbraune Farben.
Die Flügelunterseiten sind bei den Männchen rotbraun marmoriert, im Randbereich aufgehellt, bei den Weibchen ähnlich gezeichnet, jedoch gelbbraun gefärbt.

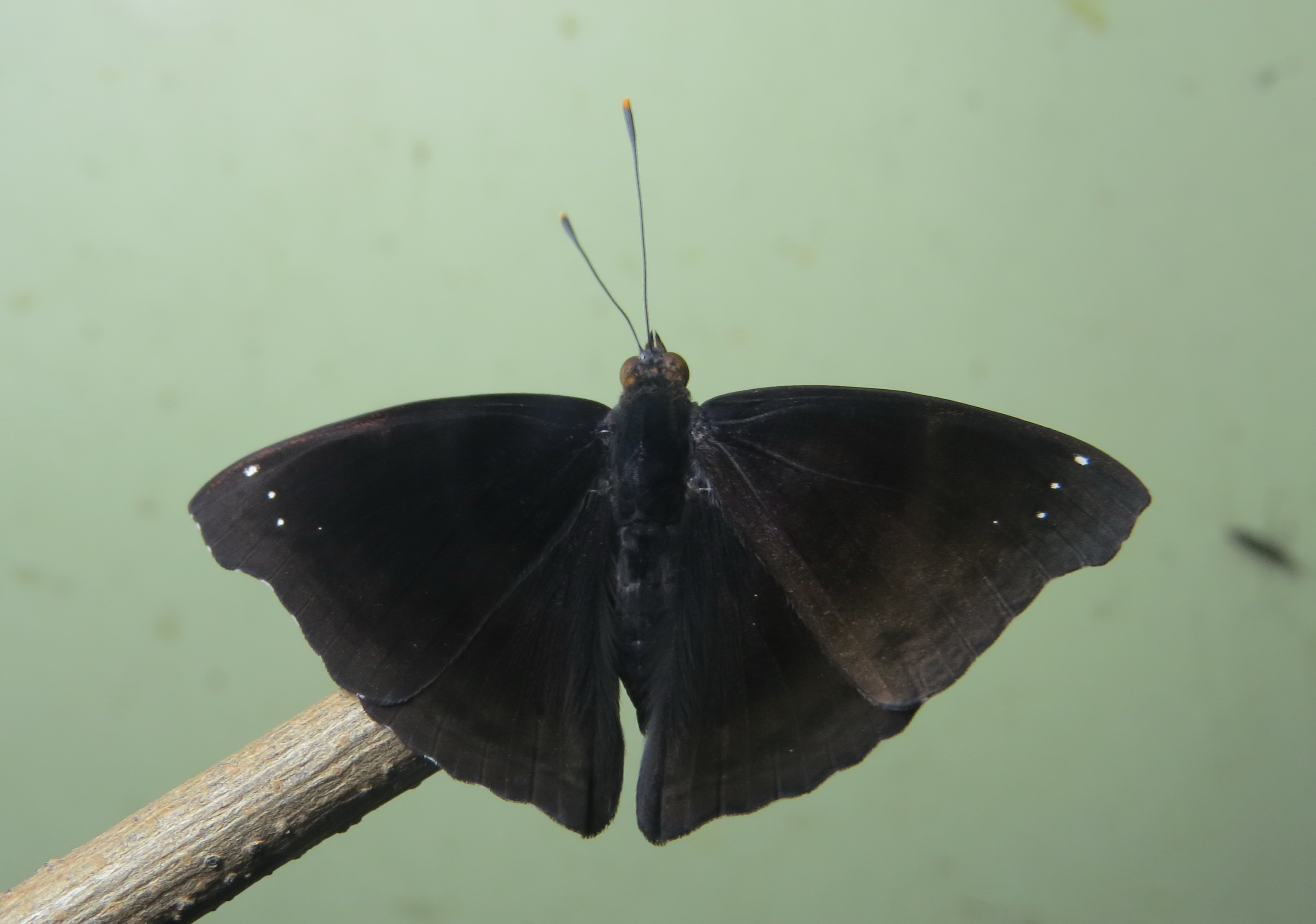
Rohana parisatis, Männchen
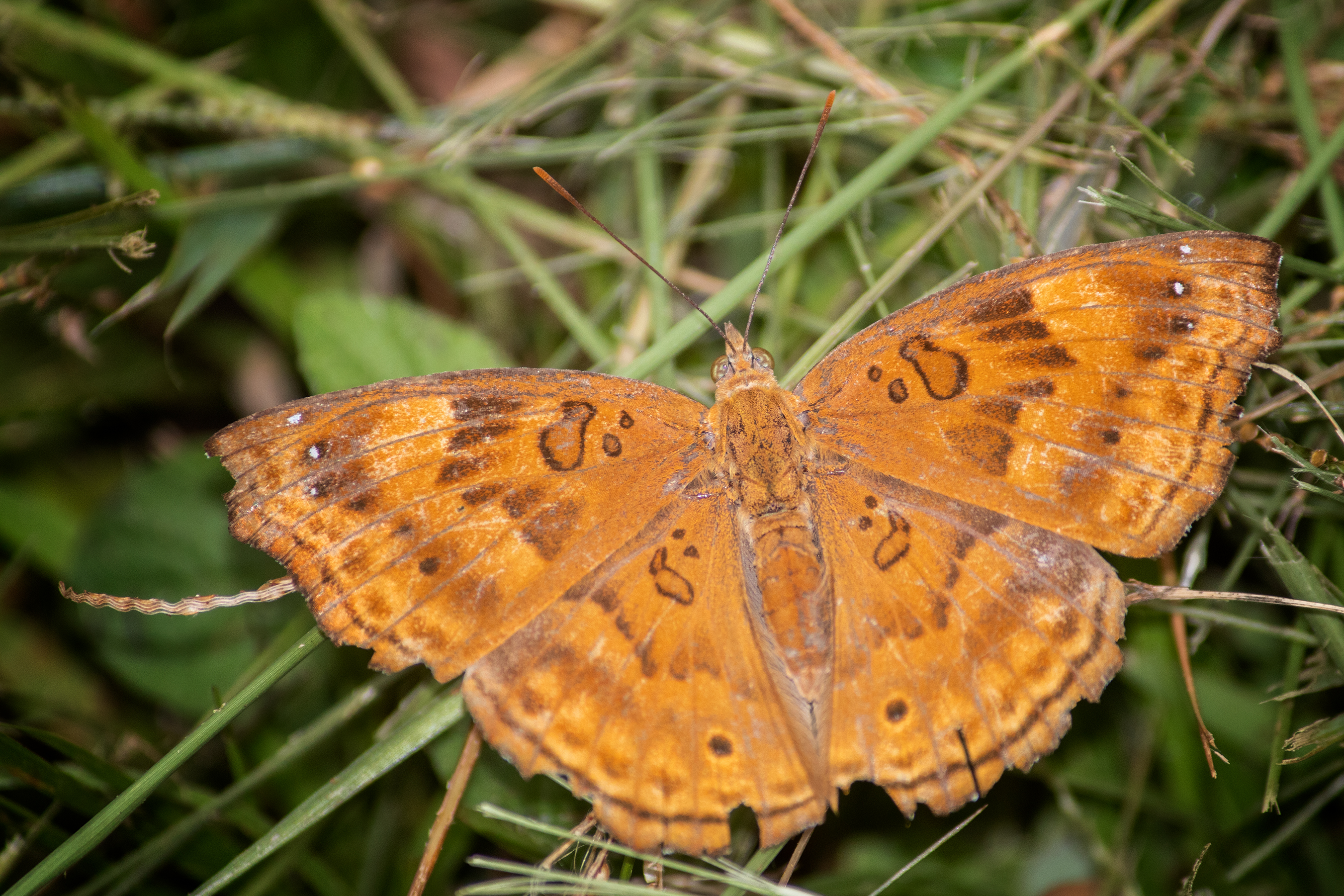
Rohana parisatis, Weibchen

### Raupe
Die Raupen sind grün gefärbt und haben eine sehr breite gelbe Rückenlinie, die auf jedem Segment einen großen blaugrünen Fleck zeigt. Auffällig sind ihre zwei schwarzen Geweih-ähnlichen Kopfhörner sowie ein in einer Doppelspitze auslaufendes Körperende.
Die Nahrung der Raupen besteht aus Blättern von verschiedenen Arten der im Lebensraum vorkommenden Ulmengewächse (Ulmaceae) zum Beispiel von Zürgelbaumarten (Celtis), beispielsweise von Celtis tetranda oder Celtis lycodoxylon.

### Puppe
Die leicht gebogene Puppe zeigt mittig eine höckerartige Erhebung. Sie ist anfangs grün gefärbt und wird als Stürzpuppe mit einer Gespinstverankerung an Zweigen, Stämmen oder Blättern angeheftet. Kurz vor dem Schlüpfen der Falter scheinen deren Farben durch die Puppenhülle.

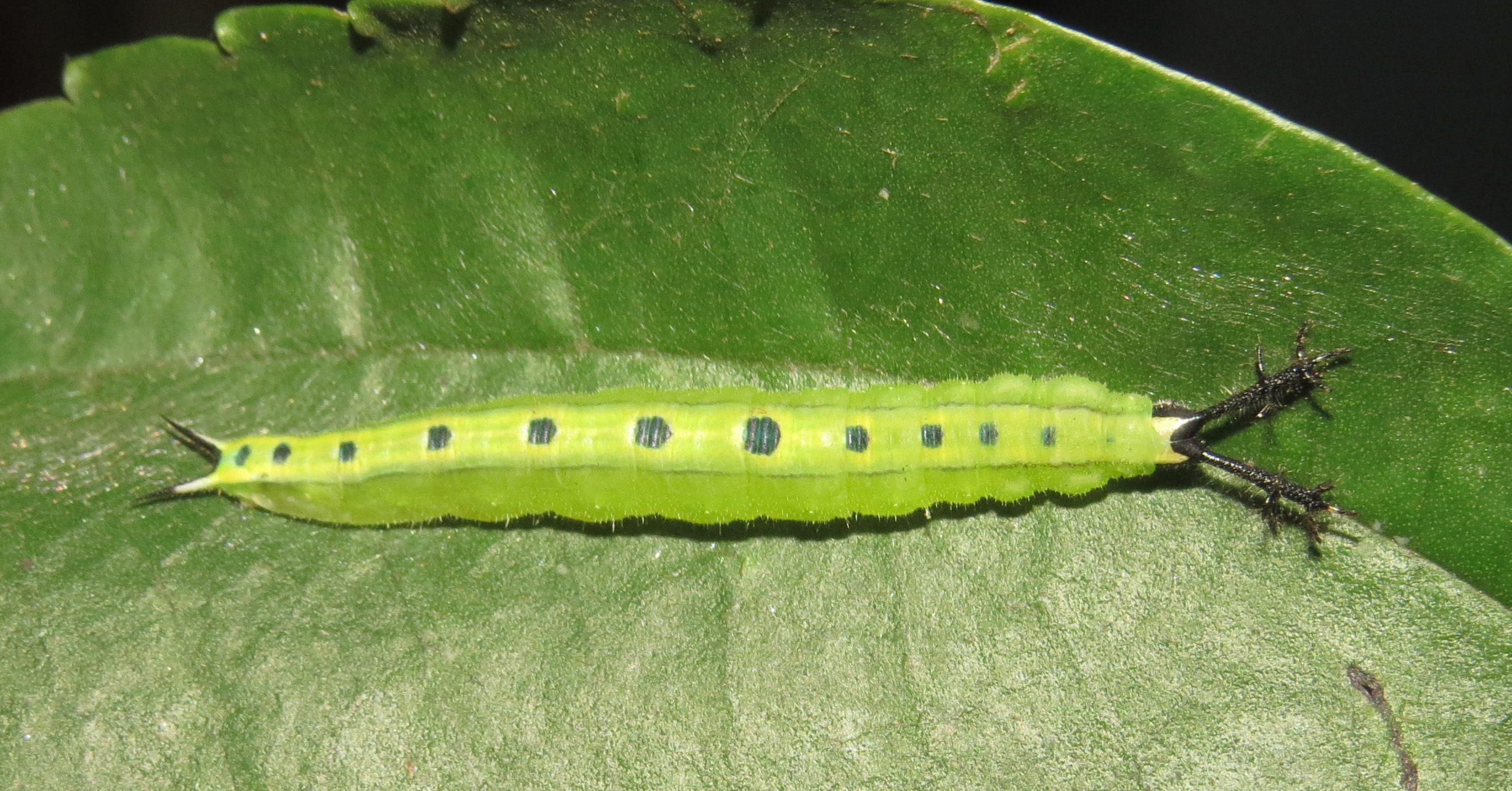
Raupe Draufsicht
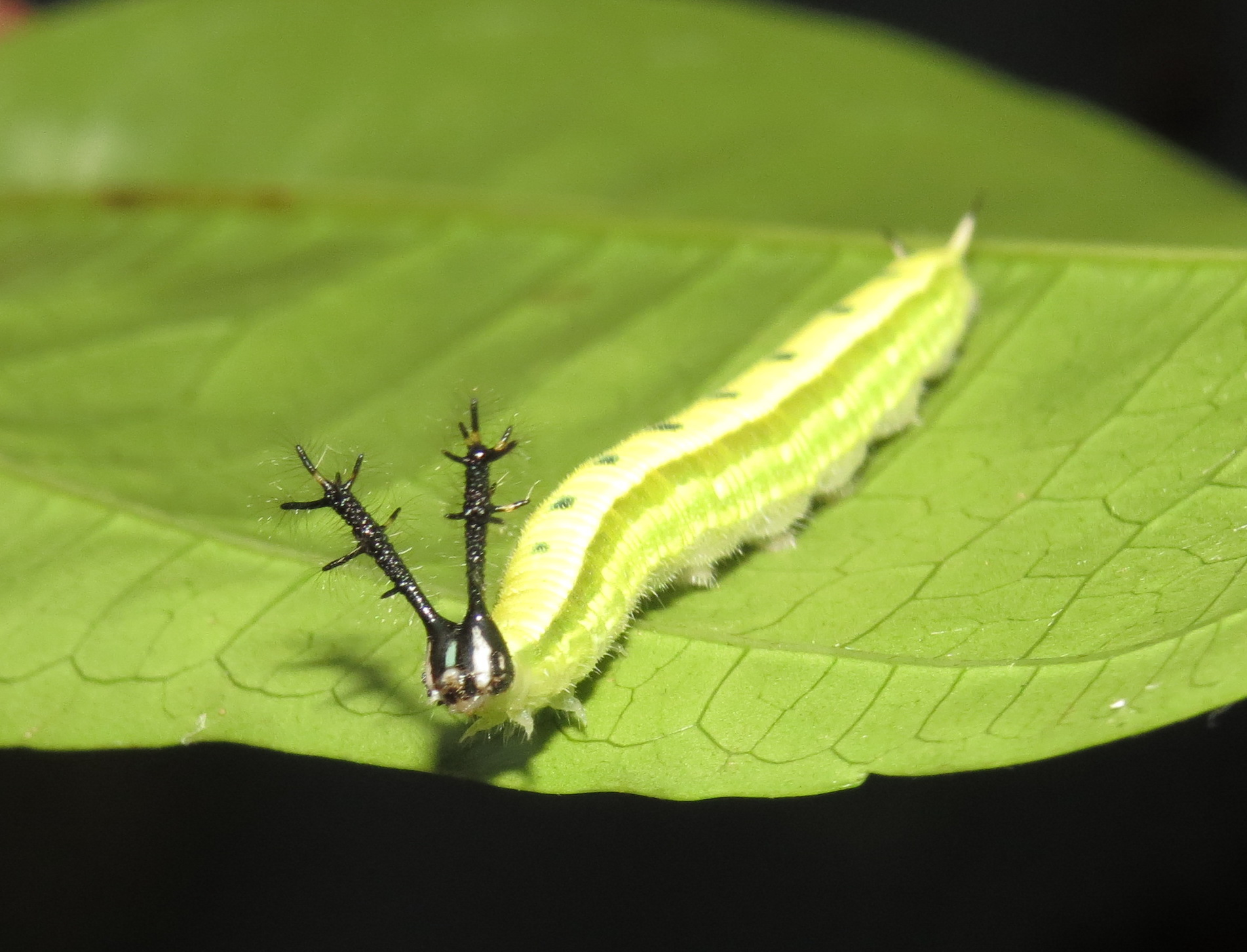
Raupe Vorderansicht
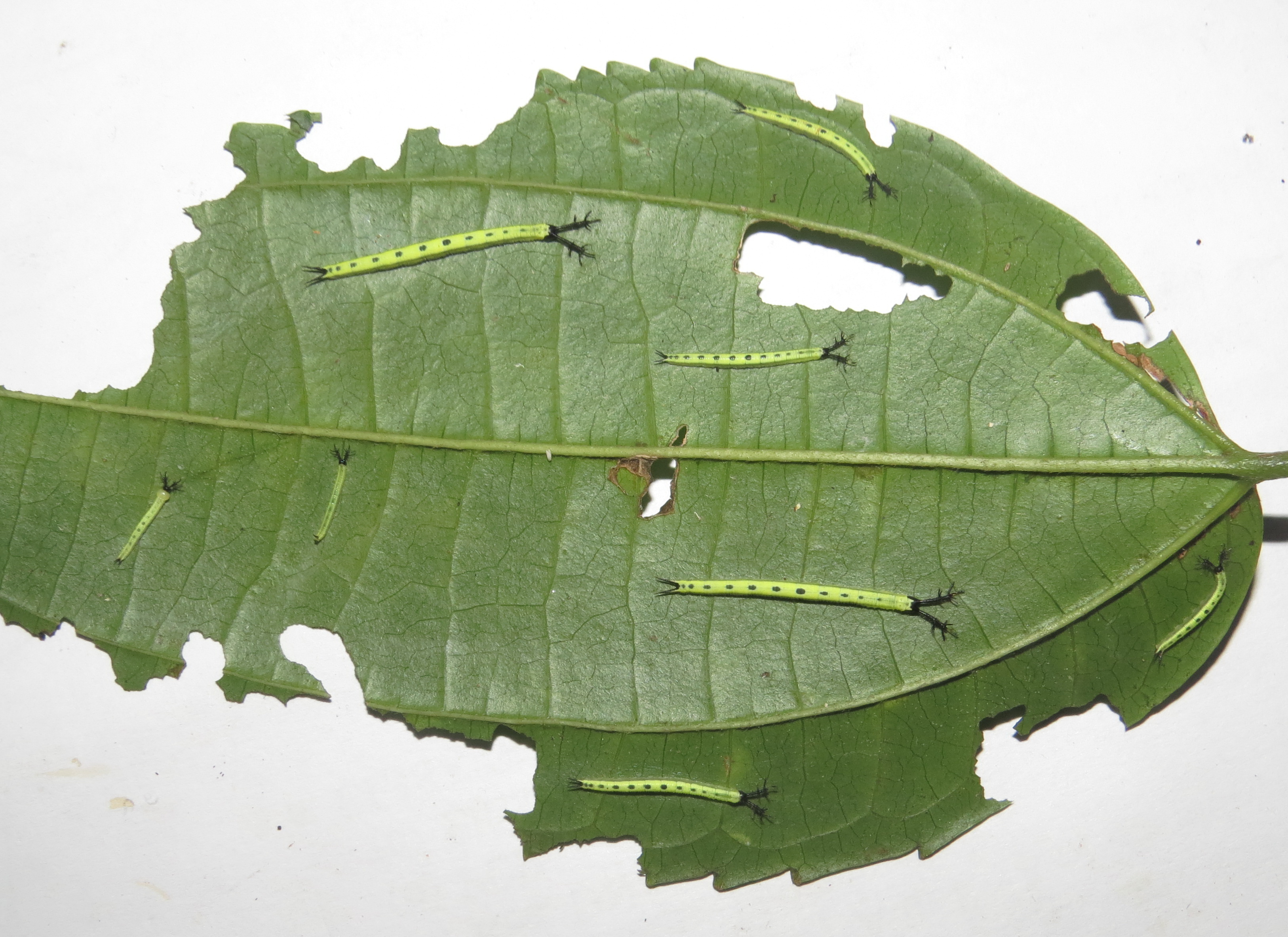
Raupen unterschiedlicher Entwicklungsstadien
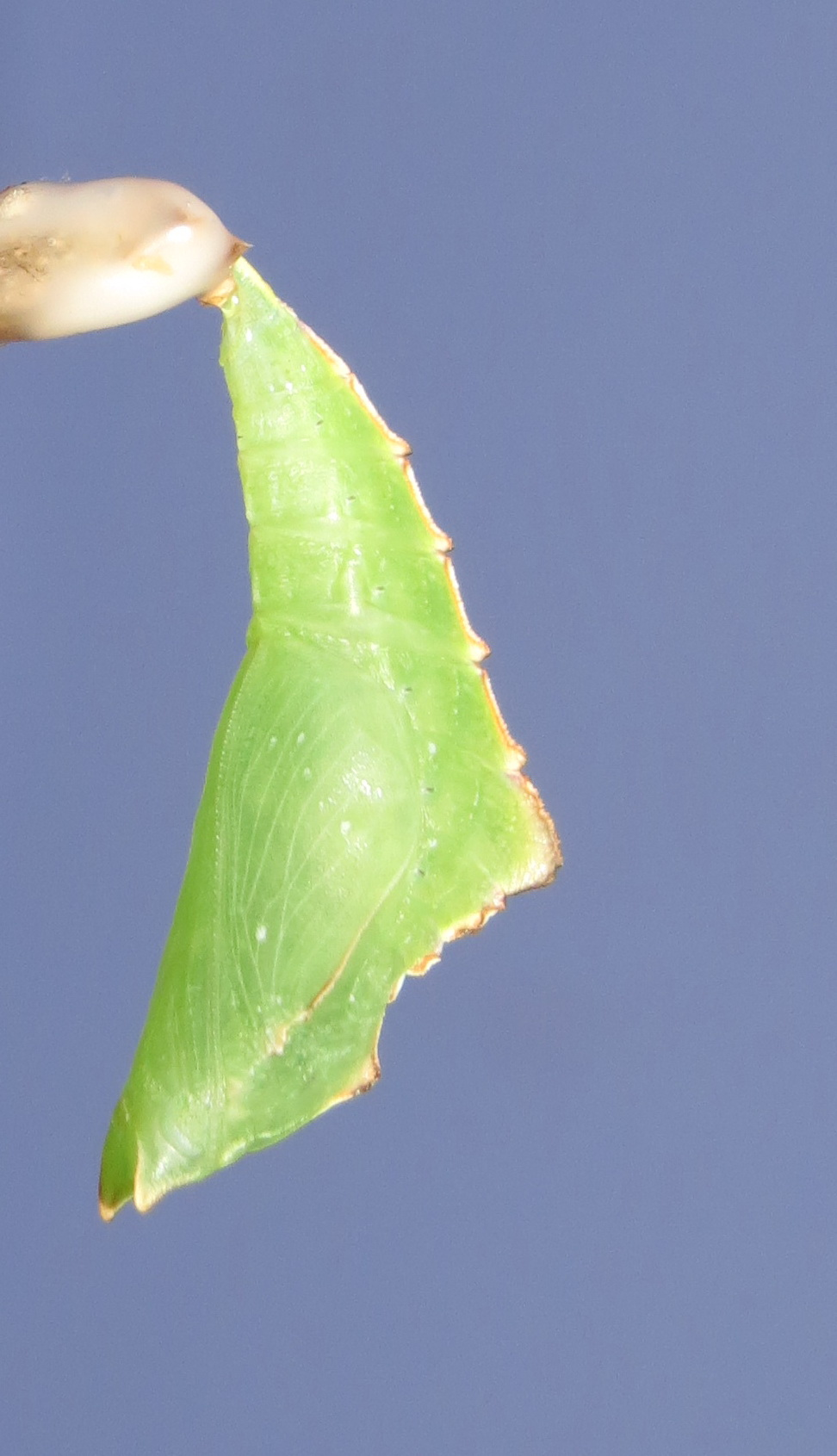
Puppe frisch gebildet
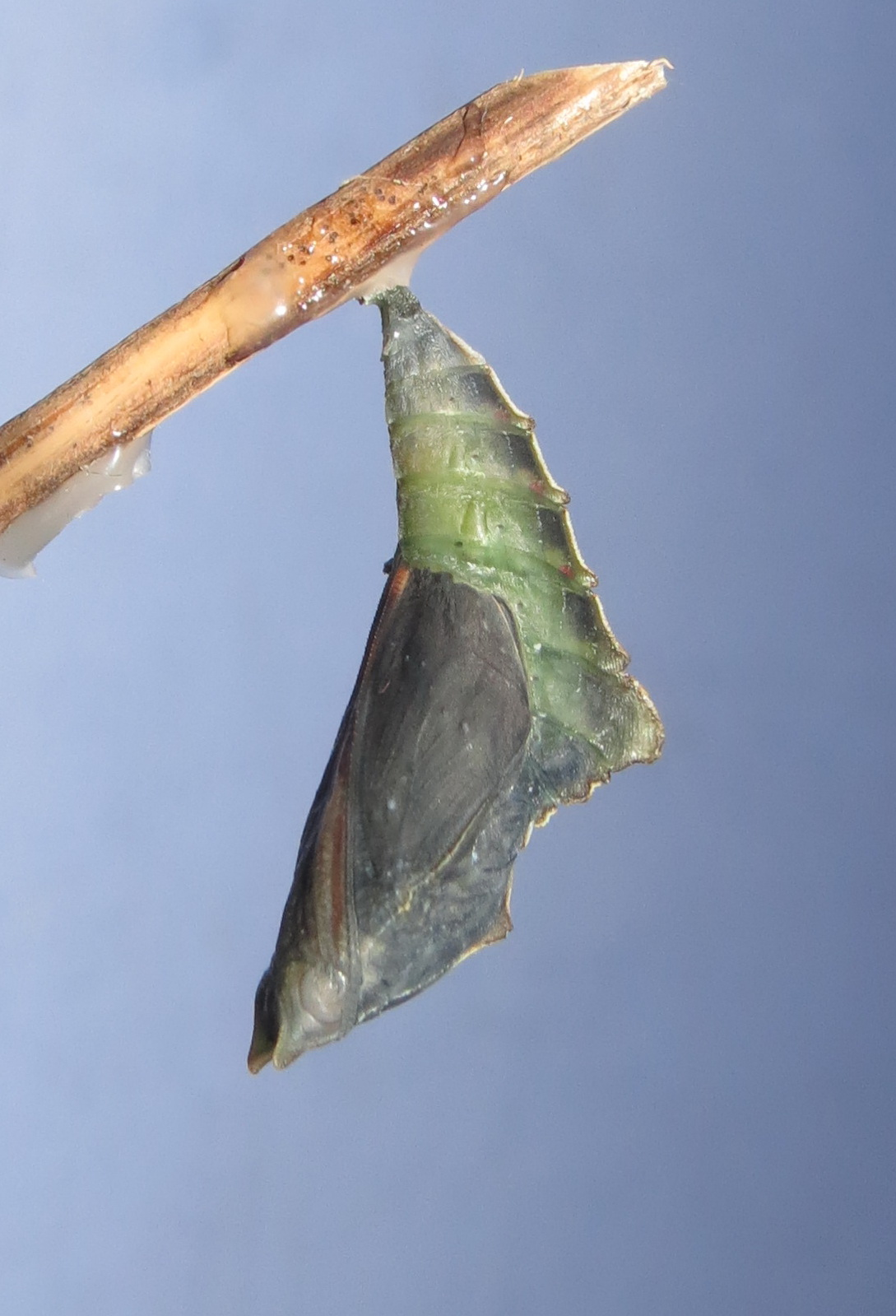
Puppe vor dem Schlüpfen

## Verbreitung
Die Art kommt in Indien, Sri Lanka, Thailand, Malaysia, Indonesien, Myanmar, Vietnam und im Süden Chinas vor. In den verschiedenen Vorkommensgebieten werden derzeit zehn Unterarten klassifiziert. Nach Informationen der IUCN wurden weitere Vorkommen für Bangladesch, Brunei, Kambodscha, Hongkong, Laos, Philippinen und genauere Angaben für Indonesien (Java, Sumatra und Kalimantan) sowie Malaysia (Sabah und Sarawak) ausgewiesen.

## Lebensraum
Rohana parisatis besiedelt in erster Linie feuchte Laubwälder, bevorzugt in Höhenlagen zwischen 200 und 800 Metern. Auf Sri Lanka wurde die Art noch in 1800 Metern Höhe nachgewiesen.

## Lebensweise
Die Falter fliegen in aufeinander folgenden Generationen. Sie halten sich gerne in höher gelegenen Baumregionen auf. Während die Weibchen zuweilen Blüten besuchen, saugen die Männchen am Boden an Kot oder feuchten Erdstellen, um Flüssigkeiten sowie Mineralstoffe aufzunehmen. Die Falter fliegen im Regenwald umher und pausieren längere Zeit im Schatten an der Unterseite von Blättern.

## Gefährdung und Schutz
Rohana parisatis ist in den meisten seiner Verbreitungsgebiete nicht selten und wird demzufolge von der Weltnaturschutzorganisation IUCN mit dem Status nicht gefährdet („Least Concern“) eingestuft. Es wurden keine artspezifischen Schutzmaßnahmen festgelegt.